# Luis Alarcón
Luis Alfonso Alarcón Mansilla (ur. 23 października 1929 w Puerto Natales, zm. 4 sierpnia 2023 w Santiago) – chilijski aktor teatralny, filmowy i telewizyjny. 

## Biografia
Luis Alarcón urodził się w 1929 roku w mieście Puerto Natales. W 1957 Alarcón rozpoczął pracę jako aktor teatralny, występując w teatrach uniwersyteckich – University of Chile, Catholic, Concepción, State Technical – oraz w niezależnych zespołach. Później rozpoczął karierę jako aktor filmowy, występując w kultowych filmach, takich jak Three Sad Tigers, Jackal of Nahueltoro, The Expropriation, Julio comienza en julio, Nadie dijo nada, Little White Dove, Caluga o menta i The Shipwrecked.
W latach 80. miał role w kilku telenowelach, ale zwrócił na siebie uwagę prasy dopiero w 1983 roku, kiedy zagrał złego Roberto Betancourta w La Represa. W 1993 roku odegrał kluczową rolę w utworzeniu ChileActores, którego został prezesem-założycielem. Alarcón został nazwany „Gwiazdą Sabatini”, odnosząc się do jego licznych występów w spektakularnych produkcjach Vicente Sabatini w telewizji, które odniosły duży sukces ze względu na ich treści społeczne. W 1999 roku zagrał w telenoweli La Fiera z aktorką Claudią di Girolamo w roli głównej, która stała się chwaloną i nagradzaną operą mydlaną. Od 1995 do 2008 był częścią stabilnej obsady Sabatini. Dzięki sukcesowi Alarcón kontynuował współpracę z ważnymi postaciami kina, teatru i telewizji.
Występował także w serialach telewizyjnych, takich jak Marta a las ocho, Estúpido Cupido, Romané, La noche del cobarde, Marrón Glacé, Puertas adentro, Pampa Ilusión, El circo de las Montini i El Señor de la Querencia.
Był twórcą Patagonii Film Festival, gali organizowanej w Cueva del Milodón. Obecnie jest oficjalnie uznawany za aktora o najdłuższej karierze w kinie chilijskim, od czasu do czasu współpracując z Raúlem Ruizem, Helvio Soto, Miguelem Littínem, Emilio Gómezem Murielem i Silvio Caiozzim.
Nie ma drugiego aktora w chilijskim kinie, który pojawił się, jak Alarcón, w tak dużej liczbie filmów. Jego początki jako aktora sięgały jednak teatru, działalności, która oficjalnie rozpoczęła się (wcześniej pełnił funkcje szkolne) w 1951 roku, a następnie zagrał w około 90 sztukach teatralnych. Opowiadał, że jego powołanie zostało określone po obejrzeniu wystawy „Śmierć komiwojażera” Arthura Millera. Studiował między innymi ekspresję cielesną i pantomimę u Alejandro Jodorowsky'ego oraz u Enrique Gajardo i Pedro de la Barra w Centrum Sztuk Dramatycznych Instytutu Pedagogicznego Uniwersytetu Chile.
Jego pierwszy występ na dużym ekranie miał miejsce w filmie Tres miradas a la calle Nauma Kramarenco z 1957 roku. Pedro Chaskel, który pracował przy filmie jako asystent reżysera, kilka lat później został dyrektorem Kina Eksperymentalnego na Uniwersytecie Chile.
Alarcón brał udział w pierwszym filmie Luisa Cornejo La Universidad en la Antarctica (1962), w którym był narratorem. Później, wraz z większością swojego zespołu teatralnego, zagrał w pierwszym filmie fabularnym Raúla Ruiza El tango del viudo (1967). Zdjęcia zamiast się kończyć, doprowadziły bezpośrednio do powstania Three Sad Tigers (1968), uważanego za jeden z najważniejszych filmów chilijskiego kina.
W tym samym roku został zaproszony do zespołu filmu eksperymentalnego Universidad de Chile, który wyprodukował swój pierwszy film fabularny zatytułowany Jackal of Nahueltoro, oparty na prawdziwych wydarzeniach z regionu San Carlos, gdzie analfabeta morduje całą rodzinę, a później, po wychowaniu w więzieniu zostaje skazany na śmierć. Alarcón początkowo grał dziennikarza, ale potem zaangażował się w produkcję filmu z samym Luisem Cornejo. Jackal of Nahueltoro pobił rekordy frekwencji publicznej, rekord został pobity jedynie przez telewizyjny hit adaptowany na duży ekran, Ayúdeme usted compadre Germána Beckera.
Później Luis Alarcón pojawił się w dużej części filmów Raúla Ruiza, takich jak Nadie dijo nada (1970), Kolonia karna (1970), Wywłaszczenie (1971) i Little White Dove (1973).
Był również znany ze swojego indyjskiego charakteru w reklamie marki opon Firestone. Za jedną z takich reklam, nakręconą przez reżysera Silvio Caiozziego, Alarcón zdobył Złotego Lwa na Festiwalu Filmowym w Cannes w 1986 roku.
W 2017 roku otrzymał nagrodę Golden Spike od Instytutu Wyższych Studiów Komunikacyjnych za wybitną karierę artystyczną w kinie chilijskim.
Luis Alarcón zmarł 4 sierpnia 2023 roku w stolicy Chile Santiago, miał 93 lata. 